# Григоров Олег Олексійович
Олег Олексійович Григоров (нар. 7 квітня 1979, місто Суми) — український державний діяч, генерал поліції 3-го рангу (23.08.2024). Голова Сумської обласної державної адміністрації (з 17 квітня 2025 року).

## Життєпис
Закінчив Університет внутрішніх справ у 2000 році за спеціальністю «Правознавство», кваліфікаційний рівень — юрист.
З 2000 до 2019 року працював на Сумщині в органах внутрішніх справ. Пройшов шлях від слідчого відділу Ковпаківського районного відділу Сумського міського управління ОВС в місті Суми до заступника начальника Головного управління Національної поліції в Сумській області — начальника слідчого управління.
З листопада 2019 до січня 2021 року — заступник начальника Головного управління Національної поліції України в Запорізькій області — начальник слідчого управління.
З січня 2021 до вересня 2024 року — начальник Головного управління Національної поліції України в Луганській області..
З вересня 2024 до квітня 2025 року — радник голови Національної поліції України (місто Київ).
15 квітня 2025 року уряд України погодив кандидатуру Олега Григорова на посаду голови Сумської обласної державної адміністрації.
З 17 квітня 2025 року — голова Сумської обласної державної адміністрації — начальник обласної військової адміністрації.

## Звання
- полковник поліції
- генерал поліції 3-го рангу (23.08.2024)